# MLive Media Group
 (février 2025).
Motif : Juste une source
- Archive Wikiwix
- Bing
- Cairn
- DuckDuckGo
- E. Universalis
- Gallica
- Google
- G. Books
- G. News
- G. Scholar
- Persée
- Qwant
- (zh) Baidu
- (ru) Yandex
- (wd) trouver des œuvres sur Wikidata

| 1. | Préciser le motif de la pose du bandeau. | Précisez le motif de la pose du bandeau en utilisant la syntaxe suivante : {{admissibilité à vérifier\|date=mars 2025\|motif=remplacez ce texte par le motif}}                         |
| 2. | Informer les utilisateurs concernés.     | Pensez à avertir le créateur de l'article, par exemple, en insérant le code ci-dessous sur sa page de discussion : {{subst:avertissement admissibilité à vérifier\|MLive Media Group}} |

MLive Media Group est un groupe de presse américain d’origine canadienne créé par George G. Booth et ses frères, originaires de Toronto, qui ont rejoint par l’alliance l’Empire de presse Scripps-Howard.

## Histoire
En 1887, Ellen Scripps, fille du patron de presse James Edmund Scripps, a épousé George G. Booth. Avec ses frères Edmund Wood Booth et Ralph Harman Booth, il a développé un groupe de presse familial, en rachetant ou créant des quotidiens, formant l’Evening News Association, qui sera plus tard rebaptisée société Booth Newspapers. En 1976, la société Booth Newspapers est acquise par un autre groupe de presse américain, Advance Publications.
Depuis le 2 février 2012, Booth est séparé en deux entités : MLive Media Group et Advance Central Services Michigan. Ils sont propriétaires du site d'information mlive.com (pour Michigan Live).